# Вулиця Коверка
Вулиця Коверка — вулиця у Шевченківському районі міста Львова, в місцевості Голоско. Починається між будинками на вулиці Варшавській № 149а та № 151 та прямує углиб забудови, де завершується глухим кутом.

## Історія та забудова
Вулиця виникла у 1930-х роках у складі передміського селища Голоско Велике та 1933 року отримала назву Пастевна, 1946 року уточнено назву — вулиця Кормова — у 1946 році. Сучасна назва походить з 1993 року, на пошану українського скульптора Андрія Коверка.
До вулиці приписаний лише два будинки під № 2, 4, зведених у 1930-х роках.